# Trigonospila
Trigonospila – rodzaj muchówek z rodziny rączycowatych (Tachinidae).

## Wybrane gatunki
- T. brevifacies (Hardy, 1934)
- T. integra (Villeneuve, 1935)
- T. ludio (Zetterstedt, 1849)
- T. transvittata (Pandellé, 1896)